# Celeste (Teksas)
Celeste – miasto w Stanach Zjednoczonych, w stanie Teksas, w hrabstwie Hunt.